# Ligne Mōka
La ligne Mōka (真岡線, Mōka-sen) est une ligne ferroviaire exploitée par la compagnie privée Moka Railway dans les préfectures d'Ibaraki et Tochigi au Japon. Elle relie la gare de Shimodate à Chikusei à la gare de Motegi à Motegi.

## Histoire
La ligne a été ouverte le 1er avril 1912 entre Shimodate et Mooka. Elle est prolongée à Motegi en 1920. La JNR décide de fermer la ligne dans années 1980, mais l'exploitation est reprise par la compagnie Moka Railway le 11 avril 1988.

## Caractéristiques

### Ligne
- Longueur : 41,9 km
- Ecartement : 1 067 mm
- Nombre de voies : Voie unique

### Liste des gares

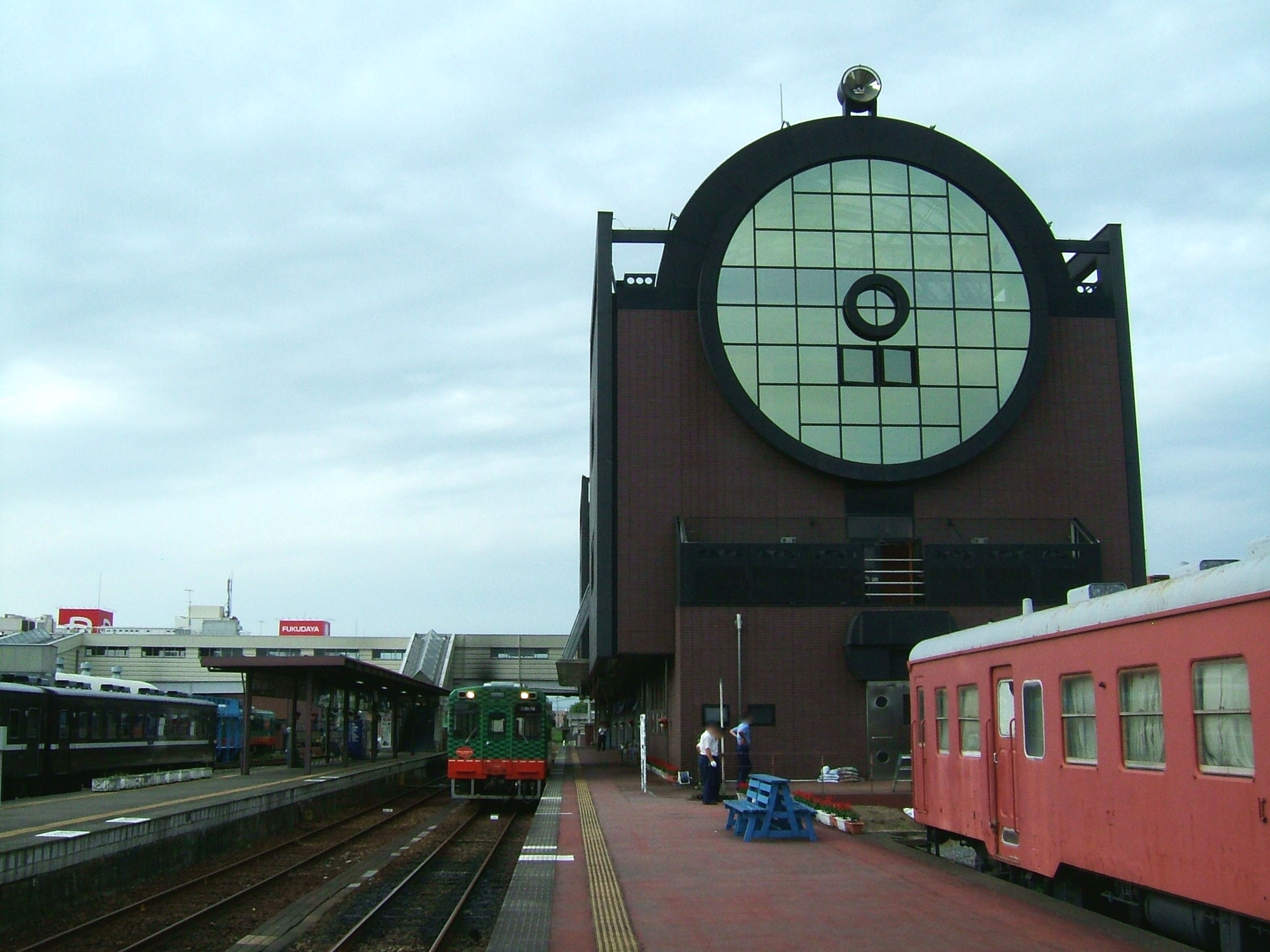
La ligne à Mōka.

La ligne comporte 17 gares.
| Gare              | Nom japonais | Distance (km) | Correspondances                     | Localisation | Localisation          |
| ----------------- | ------------ | ------------- | ----------------------------------- | ------------ | --------------------- |
| Shimodate         | 下館         | 0             | JR East : Mito Kantō Railway : Jōsō | Chikusei     | Préfecture d'Ibaraki  |
| Shimodate-Nikōmae | 下館二高前   | 2,2           |                                     | Chikusei     | Préfecture d'Ibaraki  |
| Orimoto           | 折本         | 4,6           |                                     | Chikusei     | Préfecture d'Ibaraki  |
| Higuchi           | ひぐち       | 6,5           |                                     | Chikusei     | Préfecture d'Ibaraki  |
| Kugeta            | 久下田       | 8,5           |                                     | Mooka        | Préfecture de Tochigi |
| Terauchi          | 寺内         | 12,6          |                                     | Mooka        | Préfecture de Tochigi |
| Mōka              | 真岡         | 16,4          |                                     | Mooka        | Préfecture de Tochigi |
| Kita-Mōka         | 北真岡       | 18,0          |                                     | Mooka        | Préfecture de Tochigi |
| Nishidai          | 西田井       | 21,2          |                                     | Mooka        | Préfecture de Tochigi |
| Kitayama (ja)     | 北山         | 22,9          |                                     | Mooka        | Préfecture de Tochigi |
| Mashiko           | 益子         | 25,1          |                                     | Mashiko      | Préfecture de Tochigi |
| Nanai             | 七井         | 28,4          |                                     | Mashiko      | Préfecture de Tochigi |
| Tatara            | 多田羅       | 31,2          |                                     | Ichikai      | Préfecture de Tochigi |
| Ichihana          | 市塙         | 34,3          |                                     | Ichikai      | Préfecture de Tochigi |
| Sasaharada        | 笹原田       | 38,1          |                                     | Ichikai      | Préfecture de Tochigi |
| Ten'yaba          | 天矢場       | 39,2          |                                     | Motegi       | Préfecture de Tochigi |
| Motegi            | 茂木         | 41,9          |                                     | Motegi       | Préfecture de Tochigi |